# ヤミハタ
ヤミハタ（学名：Cephalopholis boenak）は、ハタ科に分類される魚類の一種。インド太平洋に分布し、サンゴ礁に生息する。全長30cmと小型のハタであり、体にはマハタに似た横縞が入るが、本種は鰓蓋に黒色の模様があることで見分けられる。分布域の一部では、重要な漁業の対象種となっている。

## 分類と名称
1790年にドイツの博物学者であるマルクス・エリエゼル・ブロッホによって、Bodianus boenak として初めて記載された。タイプ産地は日本とされたが、実際にはインドネシアであった。種小名はインドネシアでの現地語名に由来する。

## 形態
体長は体高の2.6-3.1倍、頭部は体長の5分の1ほどである。背鰭は9棘と15-17軟条から、臀鰭は3棘と8軟条から成る。前鰓蓋骨は丸みを帯び、細かい鋸歯があるが、角と下縁に棘は無い。腹部を含む体は、櫛状の鱗で覆われている。体色は茶褐色から緑がかった灰色で、側面には通常7-8本の暗色の横縞がある。背鰭の縁付近は暗色で縁は淡白く、臀鰭と尾鰭も同様の色である。鰓蓋上縁には黒い斑点がある。幼魚は体の後部が黄色っぽく、吻から背鰭の付け根まで白い縞模様が入る。最大全長は30cmに達する。

## 分布と生息地
ケニア南部からモザンビーク南部にかけての東アフリカから、南アジア沿岸に沿って、北は南西諸島、東はニューカレドニアまで、インド洋と西太平洋に広く分布する。日本では三重県以南の太平洋岸および南西諸島で見られる。オーストラリアでは、西オーストラリア州のコーラルベイからクイーンズランド州のモートン湾にかけての北岸で記録されている。沿岸性の種であり、水深30mほどのサンゴ礁で見られる。

## 生態
肉食魚であり、他の魚類や甲殻類を捕食する。雌性先熟の雌雄同体で、雌から雄に性転換するが、雄として生まれる個体も存在する。1匹の雄、1-2匹の小さな雌、およびさまざまな数の非繁殖個体で構成される比較的小規模な群れを作る。非繁殖個体は成魚と幼魚が含まれる。雄は他の雄から縄張りを守り、その縄張りは雌の行動圏よりはるかに広い。雄は特定の場所で自分の縄張り内の雌や他の魚を訪れ、基本的に同じルートを使用する。求愛は午後遅くに行われ、繁殖行動は月の満ち欠けとは関係がなく、繁殖期には複数回発生する可能性がある。

## 人との関わり
多くの地域で食用として商業的に漁獲されている。釣り、罠、トロール網で漁獲されることが多いが、刺し網や巻き網で漁獲されることもある。香港では大型のハタ類の減少に伴い、商業的に重要性が高まっており、香港の魚市場において重要な魚種の一つとなっている。ケニア南部では、現地の漁師によって水揚げされている。スリランカでは観賞魚として取引するために捕獲されている。沖縄では「ミーバイ」と呼ばれ、比較的安価で取引されている。